# Malaya fraseri
Malaya fraseri är en tvåvingeart som först beskrevs av Edwards 1922.  Malaya fraseri ingår i släktet Malaya och familjen stickmyggor.
Artens utbredningsområde är Uganda. Inga underarter finns listade i Catalogue of Life.